# Тръстикова котка
Тръстиковата котка (Felis chaus), наричана още Блатен рис или Хаус, е средно голям хищник от семейство Коткови (Felidae).

## Физическа характеристика
Тръстиковата котка е едра котка (най-голямата от род Felis). На дължина достига 70 – 75 cm, а на височина около 36 cm. Опашката е сравнително къса – 25 – 30 cm. Теглото варира от 8 до 16 kg. Има и подвидове със значително по-дребни размери. Оцветяването на козината също варира от бежово-сиво до червено-кафяво. Новородените са раирани с много тъмни ивици, които избледняват с възрастта. Хаусът е силен и свиреп хищник с превъзходен слух. Тялото му е стройно и атлетично – с дълги крака и относително къса, раирана опашка, а на ушите си има и къси черни пискюли, за което е наричан още блатен рис.

## Разпространение
Тръстиковите котки са разпространени в Северна Африка (по поречието на Нил), в Близкия изток, Предна, Централна и Югоизточна Азия, Индия, Шри Ланка и в делтата на Волга. Обитават предимно блатисти местности, обрасли с тръстика или храсталаци, но се срещат и в степи, сухи тропически гори и често дори в житни ниви в близост до населени места.

## Начин на живот и хранене
Тръстиковите котки са активни денем, като тяхна основна плячка са блатните и водоплаващи птици, гризачи, малки диви прасенца, а понякога жаби и змии. Има сведения дори и за котки, които плуват и се гмуркат за риба.

## Размножаване
Полова зрялост хаусът достига на 1,5-годишна възраст. Размножителният период е през февруари-март. Тогава мъжките лаят, също като кучета. Бременността продължава около 66 дни и през май женската ражда 2 – 5 котета. Тръстиковите котки (особено мъжките) много самоотвержено защитават своите малки.

## Подвидове
- Felis chaus chaus, от Югоизточна Турция, района на Кавказ, Югозападна Русия, Близкия изток до Пакистан и Туркмения
- Felis chaus affinis, от Кашмир до Непал, Бутан и Северозападната част на Индокитай
- Felis chaus fulvidina, Тайланд, Мианмар, Лаос, Камбоджа и Виетнам
- Felis chaus furax, Ирак и Сирия
- Felis chaus kelaarti, Шри Ланка
- Felis chaus kutas, Западна Индия и Пакистан
- Felis chaus maimanah
- Felis chaus nilotica, Египет
- Felis chaus oxiana, Югозападна Русия
- Felis chaus prateri, Западна Индия

## Допълнителни сведения
Хванати от малки тръстиковите котета се поддават на опитомяване. От древноегипетски рисунки и барелефи се вижда, че древните египтяни са опитомявали тръстикови котки и са ги използвали за лов на водоплаващи птици. Има и порода домашни котки наречена Хаузи (също Хауси, Чауси или Чаузи) – хибрид между хаус и абисинска домашна котка.